# Charvonnex
Charvonnex (se prononce Charvonné ) est une commune française située dans le département de la Haute-Savoie, en région Auvergne-Rhône-Alpes.

## Géographie
La commune de Charvonnex est située dans le canton d'Annecy-le-Vieux et fait partie de l'arrondissement d'Annecy, préfecture de la Haute-Savoie. D'une superficie de 471 hectares, le village qui compte 15 km de voiries a un relief assez mouvementé : l'altitude varie de 500 m au plus bas, les berges de la Fillière, en passant par le chef-lieu à 580 m pour atteindre 730 m au point culminant. Le territoire est coupé dans le sens nord-sud par : 
- la voie ferrée Annecy-Chamonix ;
- la route nationale 203 reliant Annecy à Chamonix, puis l'Italie par le tunnel du Mont-Blanc.

À l'est coule la Fillière, et à l'ouest une forêt fait limite avec Saint-Martin-Bellevue.

### Communes limitrophes
| Villy-le-Pelloux      | Groisy     |              |
|                       | Charvonnex | Les Ollières |
| Saint-Martin-Bellevue |            |              |

## Urbanisme

### Typologie
Au 1er janvier 2024, Charvonnex est catégorisée ceinture urbaine, selon la nouvelle grille communale de densité à sept niveaux définie par l'Insee en 2022.
Elle appartient à l'unité urbaine de Fillière, une agglomération intra-départementale regroupant sept  communes, dont elle est une commune de la banlieue,,. Par ailleurs la commune fait partie de l'aire d'attraction d'Annecy, dont elle est une commune de la couronne,. Cette aire, qui regroupe 79 communes, est catégorisée dans les aires de 200 000 à moins de 700 000 habitants,.

### Occupation des sols
L'occupation des sols de la commune, telle qu'elle ressort de la base de données européenne d’occupation biophysique des sols Corine Land Cover (CLC), est marquée par l'importance des territoires agricoles (51,7 % en 2018), en diminution par rapport à 1990 (58,6 %). La répartition détaillée en 2018 est la suivante : 
zones agricoles hétérogènes (27,4 %), forêts (25 %), terres arables (24,3 %), zones urbanisées (23,3 %).
L'IGN met par ailleurs à disposition un outil en ligne permettant de comparer l’évolution dans le temps de l’occupation des sols de la commune (ou de territoires à des échelles différentes). Plusieurs époques sont accessibles sous forme de cartes ou photos aériennes : la carte de Cassini (XVIIIe siècle), la carte d'état-major (1820-1866) et la période actuelle (1950 à aujourd'hui).

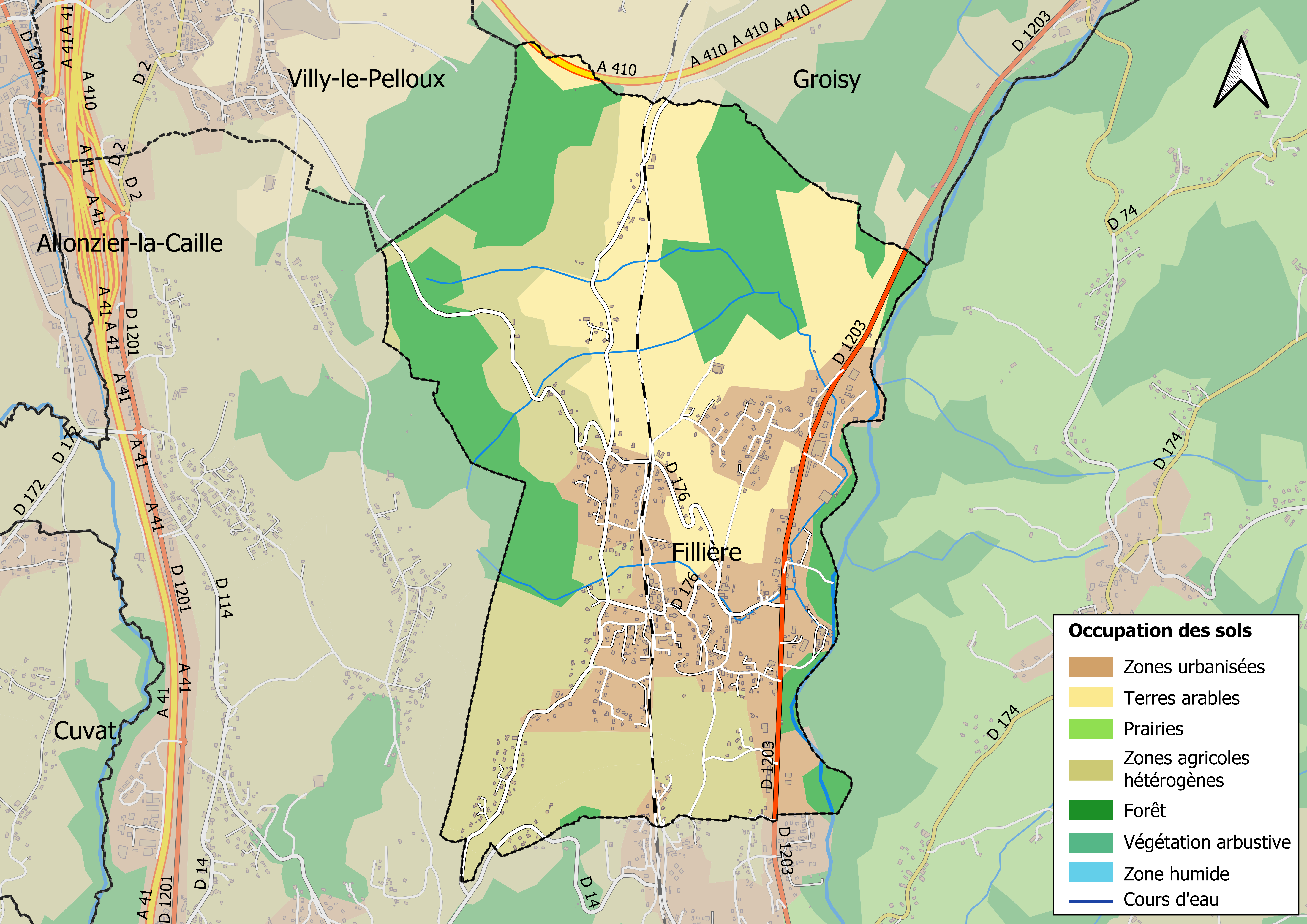
Carte des infrastructures et de l'occupation des sols en 2018 (CLC) de la commune.
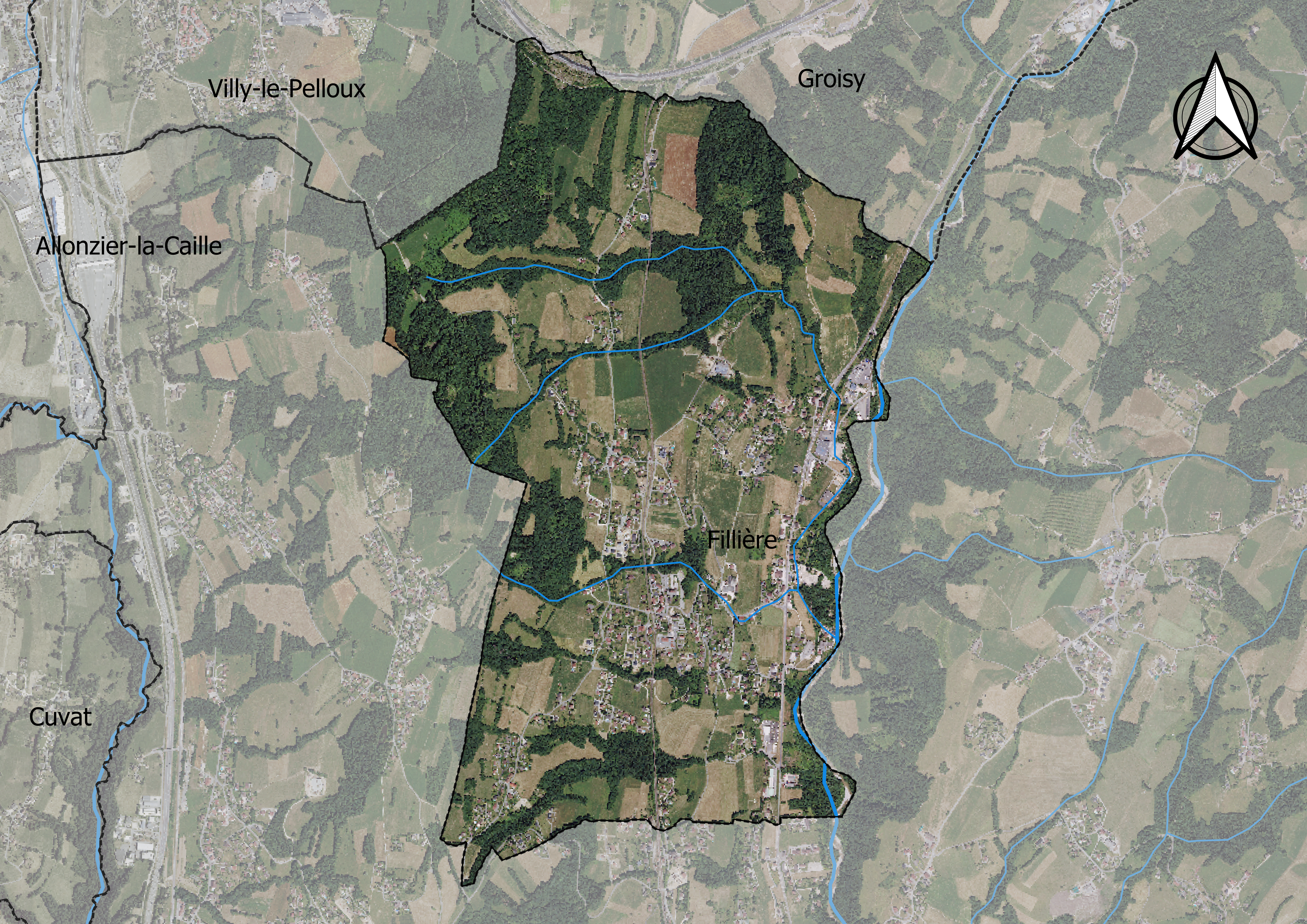
Carte orthophotogrammétrique de la commune.

## Toponymie
On trouve à l'origine, au début du XIe siècle (1031-1032), mention de la « villa Calvonacum », dans un acte de dotation de la reine Ermengarde en faveur de l´abbaye de Talloires. Or « Calvinus » était un surnom romain courant signifiant « chauve » et donnant des lieux appelés « Calvoniacum » ou « Calvonacum », ce qui a pu ensuite évoluer en « Calvina », « Charvine », « Charvanex » (XVIe siècle) puis « Charvonnex » (1860).
En francoprovençal, le nom de la commune s'écrit Sharvoné, selon la graphie de Conflans.

## Histoire
La paroisse appartient à Notre-Dame-de-Liesse de 1526 à 1792.
En 2015, un projet de fusion des communes de la communauté de communes du pays de la Fillière est soumis à un référendum,. L'objectif est de créer une commune suffisant forte avant la fusion de la CCPF en 2017 avec la communauté de l'agglomération d'Annecy au sein du Grand Annecy.
Un référendum a été tenu le 11 octobre 2015 sur l'ensemble des communes de la CCPF pour décider de la création d'une commune nouvelle sur les bases de la communauté de communes, pour ensuite intégrer la communauté de l'agglomération annécienne. À la suite de ce référendum, la proposition de fusion est stoppée. L'opposition au projet est majoritaire dans la commune et celle de Groisy.

## Politique et administration
| Période                                  | Période  | Identité              | Étiquette | Qualité |
| ---------------------------------------- | -------- | --------------------- | --------- | ------- |
| 1860                                     | 1870     | Jean-Marie Romand     |           |         |
| 1870                                     | 1876     | Paul Dépollier        |           |         |
| 1876                                     | 1884     | Laurent Delaiunay     |           |         |
| 1884                                     | 1908     | Paul Dépollier        |           |         |
| 1908                                     | 1914     | François Dupont       |           |         |
| 1914                                     | 1919     | Venance Morand        |           |         |
| 1919                                     | 1945     | Celestin Romand       |           |         |
| 1945                                     | 1953     | Léon Chappaz          |           |         |
| 1953                                     | 1965     | François Morand       |           |         |
| 1965                                     | 1983     | Gaston Guerraz        |           |         |
| 1983                                     | 1989     | André Gimbert         |           |         |
| 1989                                     | 1995     | Michel Larive         |           |         |
| 1995                                     | 1998     | Robert Morand         |           |         |
| 1998                                     | En cours | Jean-François Gimbert | ...       | ...     |
| Les données manquantes sont à compléter. |          |                       |           |         |

## Démographie
L'évolution du nombre d'habitants est connue à travers les recensements de la population effectués dans la commune depuis 1793. Pour les communes de moins de 10 000 habitants, une enquête de recensement portant sur toute la population est réalisée tous les cinq ans, les populations de référence des années intermédiaires étant quant à elles estimées par interpolation ou extrapolation. Pour la commune, le premier recensement exhaustif entrant dans le cadre du nouveau dispositif a été réalisé en 2004.

En 2022, la commune comptait 1 545 habitants, en évolution de +17,05 % par rapport à 2016 (Haute-Savoie : +6,01 %, France hors Mayotte : +2,11 %).
| 1793 | 1800 | 1806 | 1822 | 1838 | 1848 | 1858 | 1861 | 1866 |
| ---- | ---- | ---- | ---- | ---- | ---- | ---- | ---- | ---- |
| 169  | 180  | 282  | 364  | 437  | 481  | 471  | 471  | 493  |

| 1872 | 1876 | 1881 | 1886 | 1891 | 1896 | 1901 | 1906 | 1911 |
| ---- | ---- | ---- | ---- | ---- | ---- | ---- | ---- | ---- |
| 498  | 539  | 556  | 521  | 520  | 507  | 456  | 407  | 398  |

| 1921 | 1926 | 1931 | 1936 | 1946 | 1954 | 1962 | 1968 | 1975 |
| ---- | ---- | ---- | ---- | ---- | ---- | ---- | ---- | ---- |
| 320  | 332  | 335  | 343  | 318  | 342  | 363  | 397  | 518  |

| 1982 | 1990 | 1999 | 2004 | 2006 | 2009  | 2014  | 2019  | 2022  |
| ---- | ---- | ---- | ---- | ---- | ----- | ----- | ----- | ----- |
| 622  | 704  | 757  | 861  | 898  | 1 059 | 1 228 | 1 428 | 1 545 |

## Culture locale et patrimoine

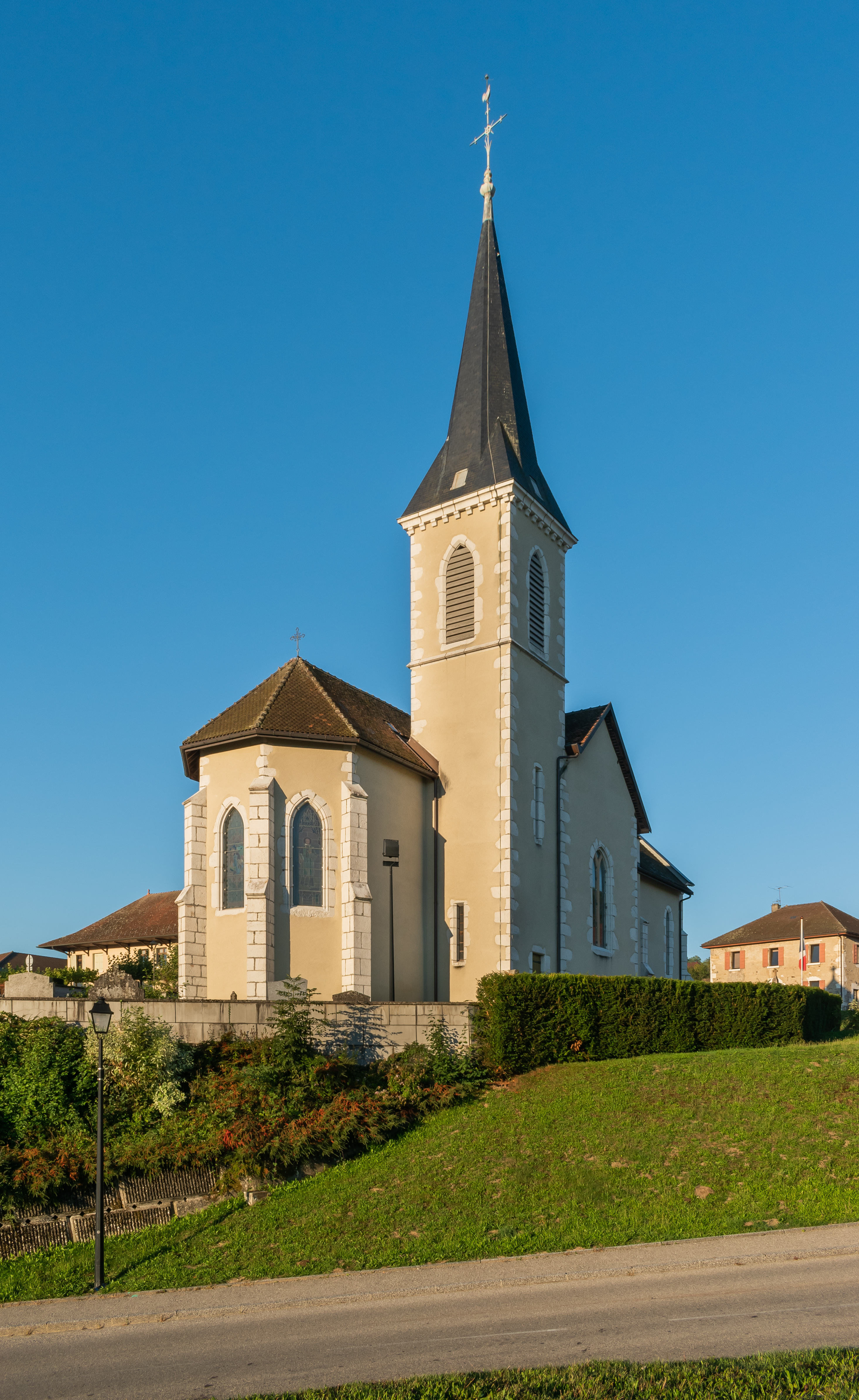
Église St Jean Baptiste.

### Lieux et monuments
- Église Saint-Jean-Baptiste.

### Héraldique
| Armes de Charvonnex | Les armes de Charvonnex se blasonnent ainsi : « D'or à la barre ondée d'azur, à une roue de moulin à huit rayons de sable brochant sur le tout. » - Ornements extérieurs : crosse abbatiale d'or et croix du chapitre. - Devise : FESTINA LENTE. |

Explications extraites de Louis Touvier, Premiers Jalons pour une Histoire de Charvonnex :
L'or et l'azur sont les couleurs de la province du Genevois : le pays était toujours appelé Charvonnex-en-Genevois jusqu'en 1860.
La barre (traverse oblique du haut à droite au bas à gauche) est ondée (=sinueuse) pour suggérer la Fillière qui coule nord-est/sud-ouest.
Aux XVIIIe et XIXe siècles, ce torrent faisait tourner des moulins à chanvre et à céréales. La roue qui les symbolise est stylisée. Ce symbole note aussi les actuels amorces d'industrialisation sur les mêmes lieux. Sa couleur de sable (=noire) est choisie en fonction des bois qui dominent le pays...
La crosse abbatiale rappelle la possession de la paroisse par les Bénédictins de Talloires pendant quatre siècles au Moyen Âge. La croix de chapitre, son appartenance à Notre-Dame-de-Liesse de 1526 à 1792...
La devise latine est celle de l'Empereur Auguste. Elle signifie « Hâte-toi sans précipitation ». C'était sa consigne pour une bonne administration des affaires publiques...
Enfin, la date de 1031 est celle où, pour la première fois, on trouve écrit le nom de Charvonnex en latin du Moyen Âge : Calvonacum (charte de la reine Hermengarde, épouse de Rodolphe III de Bourgogne).